# Церковь Святого Бендта (Рингстед)
Церковь Святого Бендта (дат. Sankt Bendts Kirke) — церковь в городе Рингстед на датском острове Зеландия. Изначально входила в состав бенедиктинского монастыря, который сгорел в XVIII веке. Эта церковь в романском стиле является самой старой кирпичной церковью в Скандинавии — её возведение датируется приблизительно 1170 годом, когда она заменила построенную около 1080 года травертинскую церковь. С точки зрения архитектуры считается одной из лучших церквей Дании. Кроме того, она представляет особый исторический интерес, поскольку является усыпальницей средневековых датских королей и дворян.

## История

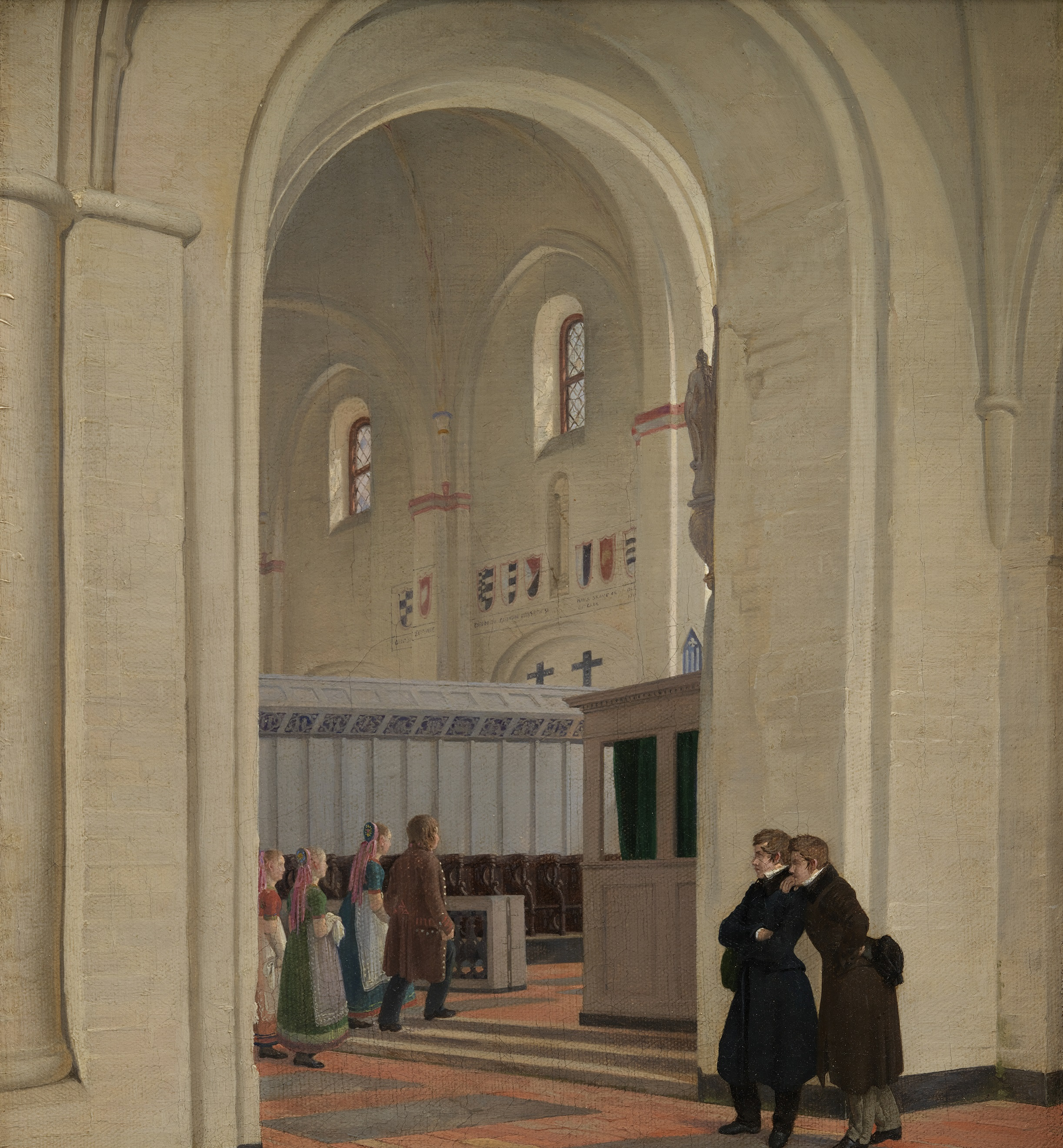
Константин Хансен: Зарисовка интерьера церкви в Рингстеде (на первом плане Константин Хансен и Йорген Роэд), 1829 год.

Во время комплексных реставрационных работ в начале XX века были обнаружены основания бывшей травертиновой церкви (1080), что указывает на то, что длина более древнего нефа была примерно такой же, как и сегодня.
Церковь изначально была посвящена Святой Марии. В 1157 году в новую часовню в церкви были перенесены мощи Святого Кнуда Лаварда с одобрения сына самого Кнуда, Вальдемара Великого. После этого распространился слух о происходящих в церкви чудесах, что сразу привлекло большое количество паломников. На пожертвования паломников и благодаря покровительству короля Вальдемара, монастырская церковь была расширена и в 1170 году на большой церемонии была посвящена Бенедикту Нурсийскому. Вальдемар с самого начала предназначал церковь для датской королевской семьи. Он воспользовался торжеством, чтобы для обеспечения преемственности короновать своего 7-летнего сына Кнуда своим соправителем.

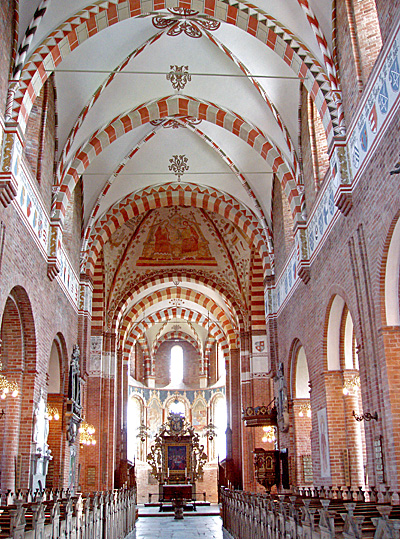
Неф в церкви Святого Бендта.

Церковь образовала северное крыло большого монастыря, вероятно, построенного в то же время, что и церковь. Архитектурный стиль указывает на влияние ломбардов, вероятно потому, что бенедиктинцы привезли в Данию строителей из Ломбардии.
Строение церкви в форме креста с центральной башней является типичным для романской архитектуры. В более позднее время были, однако, были сделаны изменения в готическом стиле: своды заменили изначальный плоский потолок, были добавлены заостренные к верху арки на башне.
На протяжении веков церковь была частью монастыря; только в 1571 году после Реформации она стала обычной приходской церковью.
Пожар 1806 года уничтожил монастырь и частично повредил церковь. В результате западная стена была снесена и заменена фасадом в стиле ампир. Кирпичная кладка наружных стен церкви была покрыта цементом и известняком.
В 1899—1910 годах были проведены масштабные реставрационные работы под руководством датского архитектора Х. Б. Сторка, который намеревался вернуть церкви её изначальный романский стиль. Это были первые настолько масштабные реставрационные работы такого плана, проведённые в Дании. Церковь приобрела свой оригинальный вид с новыми романскими окнами в нефе; к башне был добавлен пирамидальный шпиль; также с наружных стен был удалён цемент, открыв старую кирпичную кладку церкви.

## Захоронения

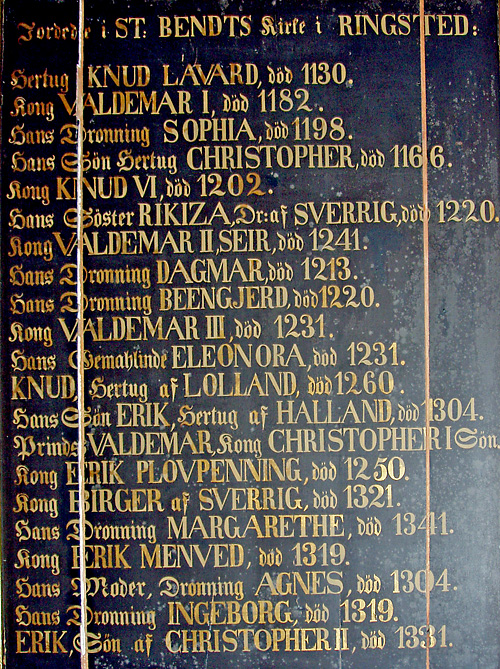
Табличка с именами погребённых в церкви монархов.

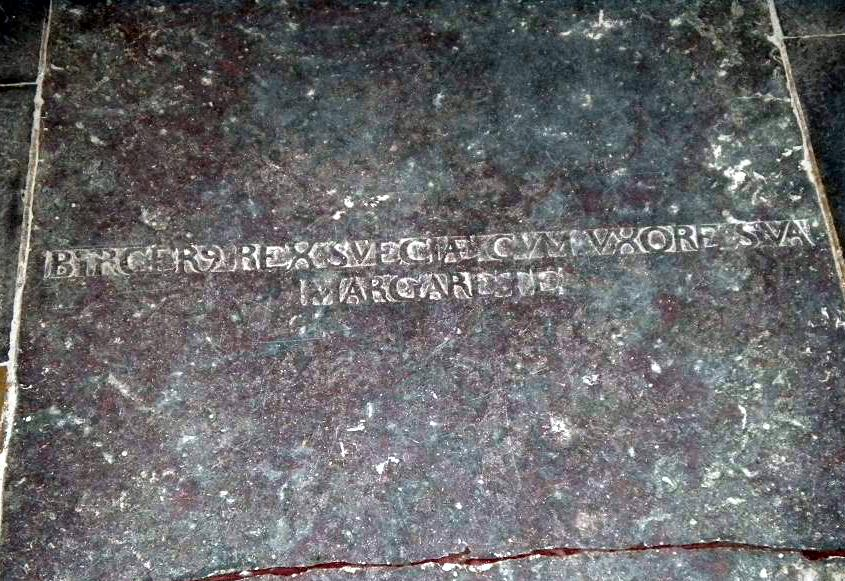
Надгробный камень изгнанных короля Биргера и королевы Марты.

Поскольку в церкви находится гробница Вальдемара Великого, она имеет большое историческое значение для Дании.
Поскольку мощи Святого Кнуда помещены в раку в часовне за главным алтарем, перед ним были похоронены монархи линии Вальдемара. С 1182 по 1341 год все датские короли и королевы были похоронены в Церкви Святого Бендта. По количеству погребённых здесь монархов церковь уступает лишь собору Роскилле. Как указано на табличке (на фото), наиболее важными (с указанием года смерти) являются:
- Герцог Кнуд Лавард (1130)
- Король Вальдемар I Великий (1182)
- Его супруга королева София (1198)
- Их сын герцог Кристофер (1166)
- Король Кнуд VI (1202)
- Его сестра Рихеза Датская, королева Швеции (1220)
- Король Вальдемар II Победоносный (1241)
- Его супруга королева Дагмара Богемская (1213)
- Его супруга королева Беренгария Португальская (1220)
- Король Вальдемар III (1231)
- Его супруга Элеонора (1231)
- Кнуд Вальдемарссон (1260)
- Его сын Эрик, герцог Халланда (1304)
- Принц Вальдемар, сын короля Кристофера I
- Король Эрик IV (1250)
- Король Швеции Биргер (1321)
- Его супруга Марта Датская, королева Швеции (1341)
- Король Эрик VI (1319)
- Его мать королева Агнесса Бранденбургская (1304)
- Его супруга королева Ингеборга Шведская (1319)
- Принц Эрик, сын короля Кристофера II (1331)

## Галерея

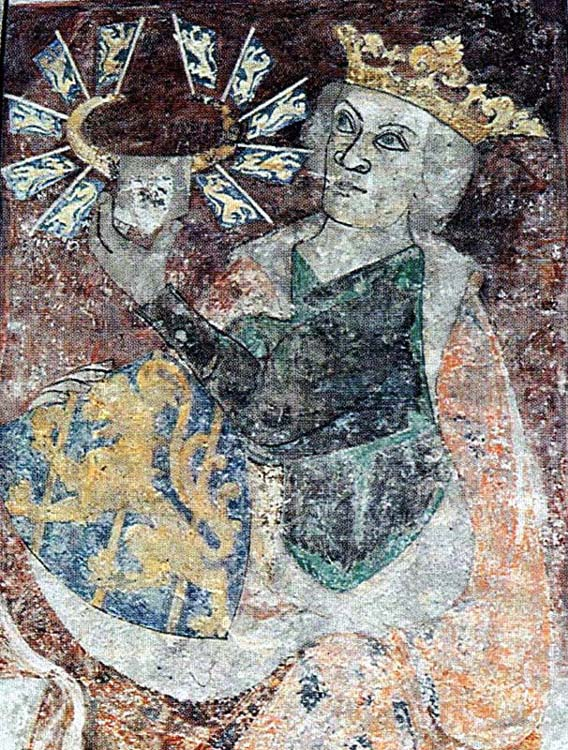
Король Швеции Биргер (фреска)
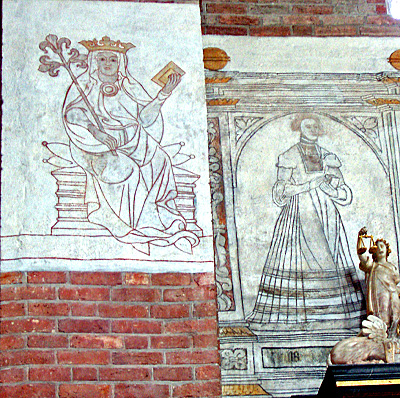
Росписи в церкви Святого Бендта
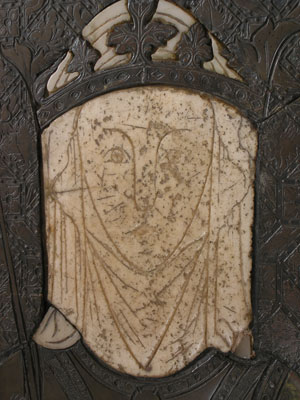
Гробница королевы Ингеборги
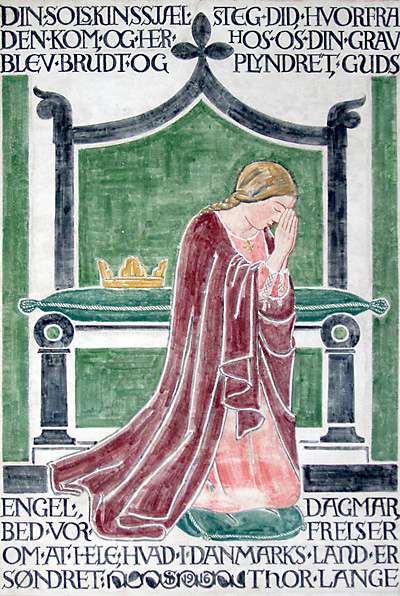
Памятная табличка королевы Дагмары
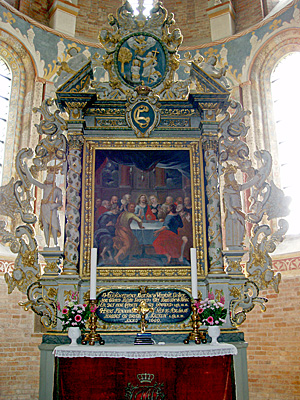
Запрестольный образ
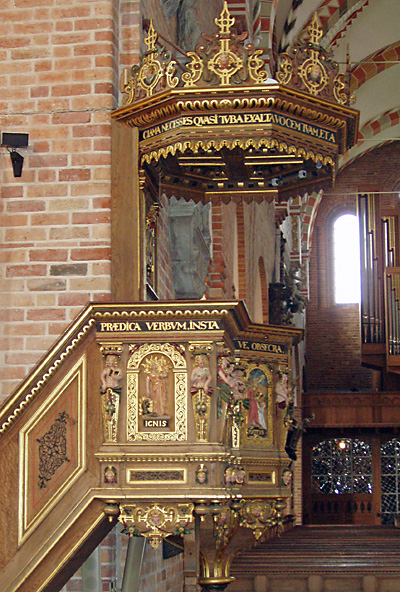
Кафедра
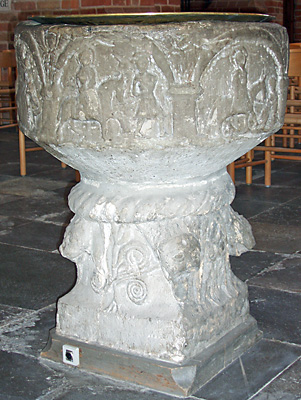
Купель
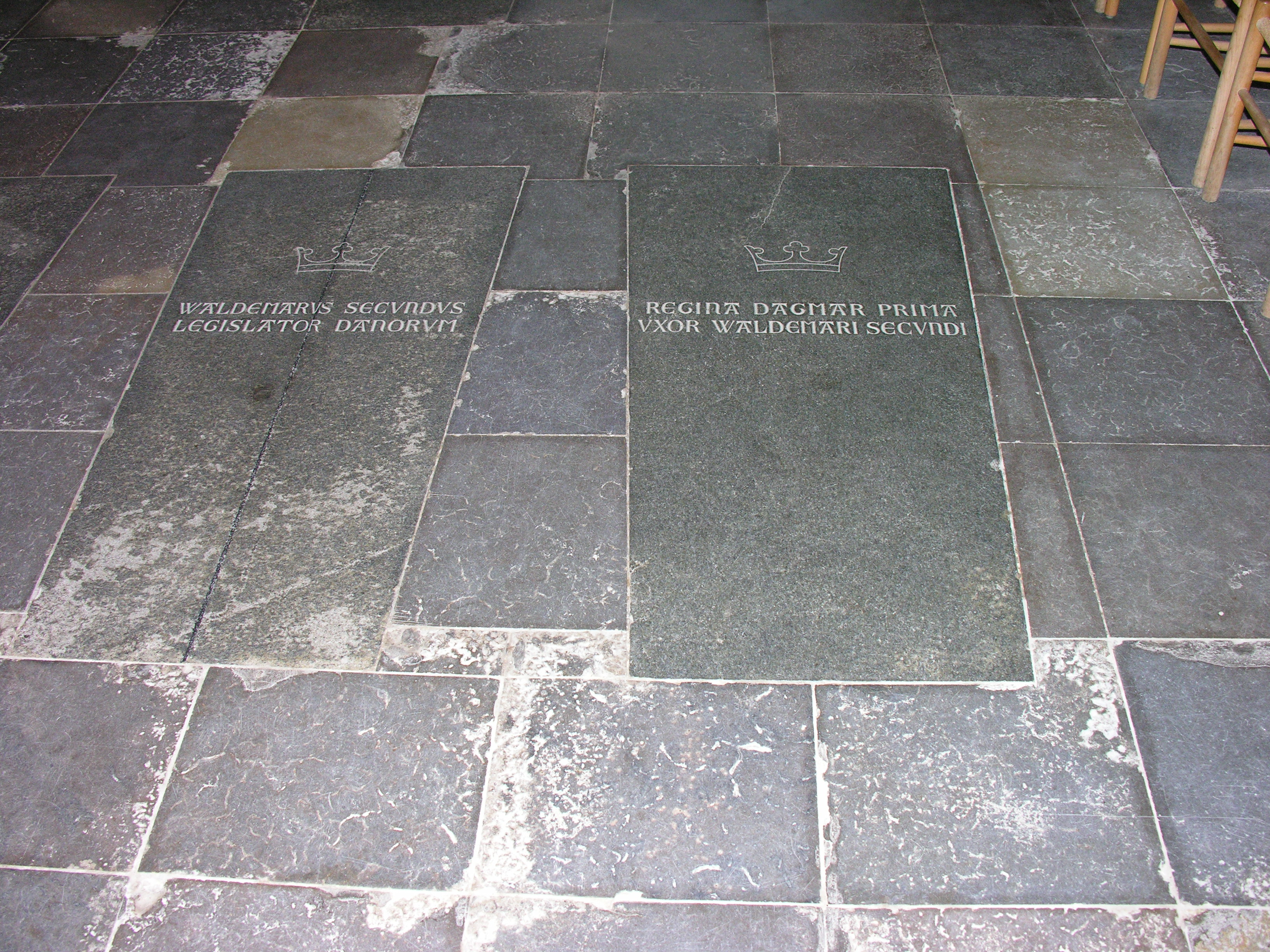
Надгробные камни Вальдемара II и Дагмары
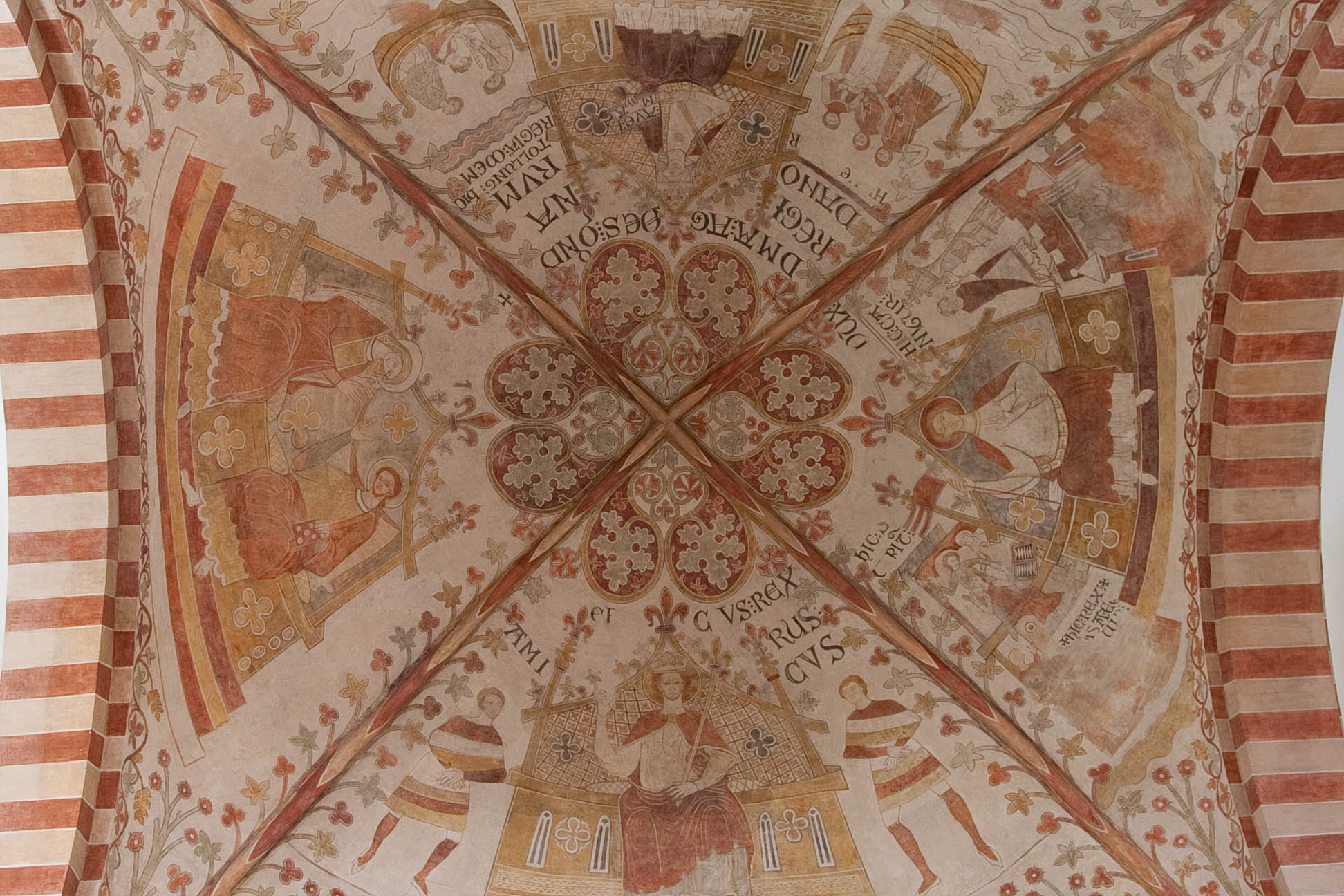
Роспись на своде церкви